# Tipula (Lunatipula) livida sardolivida
Tipula (Lunatipula) livida sardolivida is een ondersoort van de tweevleugelige Tipula (Lunatipula) livida uit de familie langpootmuggen (Tipulidae). De ondersoort komt voor in het Palearctisch gebied.